# Bernadotte-Plan

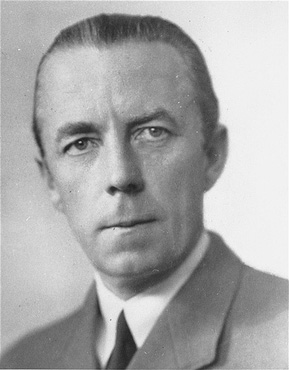
Graf Folke Bernadotte, der Vermittler der Vereinten Nationen für Palästina

Der Bernadotte-Plan, offiziell bekannt als Fortschrittsbericht des Vermittlers der Vereinten Nationen für Palästina, war ein Plan, der vom Vermittler der Vereinten Nationen für Palästina, Folke Bernadotte, der Dritten Tagung der Generalversammlung der Vereinten Nationen vorgelegt wurde. Der Plan wurde am 16. September 1948 veröffentlicht. Einen Tag danach wurde Bernadotte durch Mitglieder der radikal-zionistischen, paramilitärischen Untergrundorganisation Lechi ermordet.

## Anliegen und Inhalt des Berichtes
Der Bericht behandelt
- die Vermittlungsbemühungen zwischen Juden und Araber in Palästina,
- die beiden UN-überwachten Waffenstillstände im Arabisch-Israelischen Krieg von 1948 (11. Juni – 9. Juli 1948 und 18. Juli bis zum Zeitpunkt der Erstellung des Berichts) und
- die Flüchtlingssituation.

Bernadotte war ein leidenschaftlicher Unterstützer des Rückkehrrechts der arabischen Flüchtlinge. Im Bericht forderte Bernadotte nachdrücklich die vorläufige Israelische Regierung auf, die Flüchtlinge in ihre Häuser zurückkehren zu lassen:
Es wäre ein Verstoß gegen die Grundsätze elementarer Gerechtigkeit, wenn diesen unschuldigen Opfern des Konflikts das Recht auf Rückkehr in ihre Heimat verweigert würde, während jüdische Einwanderer nach Palästina strömen und zumindest die Gefahr besteht, dass die arabischen Flüchtlinge, die seit Jahrhunderten in dem Land verwurzelt sind, dauerhaft ersetzt werden.
Bernadotte schilderte auch seinen Schriftwechsel mit israelischen Beamten über das Flüchtlingsproblem und die Ablehnung seines Einspruchs.

## Erster Vorschlag
Am 28. Juni 1948 unterbreitete Bernadotte in geheimer Sitzung den verschiedenen Parteien seinen ersten formellen Vorschlag. Er stellte die folgenden Vorschläge zur Diskussion:
- Palästina und Transjordanien werden als „eine Union, bestehend aus zwei Mitgliedern, einem arabischen und einem jüdischen“, gebildet. Dabei erhält jedes Mitglied die volle Kontrolle über seine eigenen Angelegenheiten, einschließlich seiner Außenbeziehungen.
- Wirtschaftsunion
- Festlegung der Grenzen auf dem Verhandlungswege
- Die Einwanderung innerhalb der eigenen Grenzen sollte für einen Zeitraum von zwei Jahren in die Zuständigkeit jedes Mitglieds fallen. Danach kann die Einwanderungspolitik eines der beiden Mitglieder von einem „Rat der Union“ oder von den Vereinten Nationen überstimmt werden.
- Vollständiger Schutz der Rechte von Religionen und Minderheiten.
- Garantien für Heilige Stätten, religiöse Gebäude und Stätten.
- Rückkehr von Einwohnern, die durch den Konflikt vertrieben wurden.

Was die Grenzen der beiden Abgeordneten betrifft, so schlug Bernadotte Folgendes zur Prüfung vor:
1. Einbeziehung des gesamten oder eines Teils des Negev in das arabische Gebiet.
2. Einbeziehung des gesamten oder eines Teils von Westgaliläa in das jüdische Gebiet.
3. Einbeziehung der Stadt Jerusalem in das arabische Territorium, mit kommunaler Autonomie für die jüdische Gemeinschaft und besonderen Regelungen für den Schutz der Heiligen Stätten
4. Erwägung des Status von Jaffa
5. Einrichtung eines Freihafens in Haifa, wobei das Gebiet des Freihafens die Raffinerien und Terminals umfassen soll
6. Einrichtung eines freien Flughafens in Lydda

Der Historiker Elad Ben-Dror behauptet, dass die Person, die wirklich für den ersten Bernadotte-Plan verantwortlich war, Bernadottes Stellvertreter, Ralph Bunche gewesen sei. Bunche bemühte sich sehr, den Vorschlag mit seinen eigenen Überlegungen über eine angemessene politische Lösung zu versehen. Er wurde von den Ideen von Judah Magnes beeinflusst und nahm sie in den Plan auf. Vor allem in seinem Grundkonzept, das eine Konföderation in Palästina anstelle eines jüdischen und eines arabischen Staates vorsah.

## Kritik am Bernadotte-Plan
Die israelische Regierung kritisierte die Teilnahme Bernadottes an den Verhandlungen. Im Juli 1948 erklärte Bernadotte, dass die arabischen Staaten nicht bereit seien, die Kämpfe in Palästina wieder aufzunehmen, und dass der Konflikt nur noch aus „Zwischenfällen“ bestehe.
Ein Sprecher der israelischen Regierung antwortete darauf: „Graf Bernadotte hat die erneuten arabischen Angriffe als 'Zwischenfälle' bezeichnet. Wenn Menschenleben verloren gehen, wenn der Waffenstillstand eklatant verletzt und der [Sicherheitsrat] missachtet wird, zeugt es von mangelndem Feingefühl, all dies als Zwischenfälle zu bezeichnen oder, wie Graf Bernadotte es tut, zu suggerieren, dass die Araber einen Grund hatten, nein zu sagen ... Eine solche Entschuldigung für die Aggression verheißt nichts Gutes für eine erfolgreiche Wiederaufnahme der Mission des Vermittlers.“

## Zweiter Vorschlag
Nach dem erfolglosen ersten Vorschlag unterbreitete Bernadotte einen komplexeren Vorschlag, der die Idee einer Union aufgab und zwei unabhängige Staaten vorschlug. Dieser Vorschlag wurde am 16. September 1948 fertiggestellt und hatte als Grundlage sieben „Grundvoraussetzungen“ (wörtlich):
1. In Palästina muss wieder Frieden einkehren und es sollten alle denkbaren Maßnahmen ergriffen werden, um sicherzustellen, dass die Feindseligkeiten nicht wiederaufgenommen werden und dass schließlich harmonische Beziehungen zwischen Arabern und Juden wiederhergestellt werden.
2. In Palästina gibt es einen jüdischen Staat mit dem Namen Israel, und es gibt keine stichhaltigen Gründe für die Annahme, dass dies nicht auch weiterhin der Fall sein wird.
3. Die Grenzen dieses neuen Staates müssen letztlich festgelegt werden, entweder durch ein förmliches Abkommen zwischen den betroffenen Parteien oder, falls dies nicht möglich ist, durch die Vereinten Nationen.
4. Die Einhaltung des Grundsatzes der geografischen Homogenität und der Integration, die das Hauptziel der Grenzfestlegung sein sollte, sollte gleichermaßen für arabische und jüdische Gebiete gelten, deren Grenzen daher nicht starr durch die in der Resolution vom 29. November vorgesehene territoriale Regelung kontrolliert werden sollten.
5. Das Recht unschuldiger Menschen, die durch den gegenwärtigen Terror und die Verwüstungen des Krieges aus ihrer Heimat vertrieben wurden, in ihre Häuser zurückzukehren, sollte bekräftigt und verwirklicht werden, wobei eine angemessene Entschädigung für das Eigentum derjenigen, die nicht zurückkehren wollen, zugesichert werden sollte.
6. die Stadt Jerusalem sollte wegen ihrer religiösen und internationalen Bedeutung und der Komplexität der damit verbundenen Interessen eine besondere und gesonderte Behandlung erfahren.
7. Die internationale Verantwortung sollte dort, wo es wünschenswert und notwendig ist, in Form von internationalen Garantien zum Ausdruck kommen, um bestehende Ängste zu zerstreuen, insbesondere in Bezug auf die Grenzen und die Menschenrechte.

Der Vorschlag enthielt dann konkrete Vorschläge, darunter (Auszüge):
1. Der bestehende unbefristete Waffenstillstand sollte durch einen formellen Frieden oder zumindest einen Waffenstillstand abgelöst werden.
2. Die Grenzen zwischen den arabischen und den jüdischen Gebieten sollten, sofern keine Einigung zwischen Arabern und Juden zustande kommt, von den Vereinten Nationen festgelegt werden.
3. Der Negev sollte als arabisches Gebiet definiert werden.
4. Die Grenze sollte von Al-Faluja im Norden und Nordosten bis Ramleh und Lydda verlaufen (beide Orte würden auf arabischem Gebiet liegen).
5. Galiläa sollte als jüdisches Gebiet definiert werden.
6. Haifa sollte zu einem Freihafen und der Flughafen von Lydda zu einem freien Flughafen erklärt werden.
7. Die Stadt Jerusalem, die so zu verstehen ist, dass sie das in der Resolution der Generalversammlung vom 29. November festgelegte Gebiet umfasst, sollte gesondert behandelt und unter wirksame Kontrolle der Vereinten Nationen gestellt werden, wobei die arabische und die jüdische Gemeinde ein Höchstmaß an lokaler Autonomie erhalten sollten, wobei der Schutz der heiligen Stätten und der freie Zugang zu ihnen sowie die Religionsfreiheit in vollem Umfang gewährleistet werden sollten.
8. Die Vereinten Nationen sollten eine Palästina-Vermittlungskommission einrichten.
9. Das Recht der arabischen Flüchtlinge, zum frühestmöglichen Zeitpunkt in ihre Häuser in den jüdisch kontrollierten Gebieten zurückzukehren, sollte von den Vereinten Nationen bekräftigt werden, und ihre Repatriierung, Wiederansiedlung und wirtschaftliche und soziale Rehabilitation sowie die Zahlung einer angemessenen Entschädigung für das Eigentum derjenigen, die nicht zurückkehren wollen, sollte von der Schlichtungskommission der Vereinten Nationen überwacht und unterstützt werden.[10]

In Bezug auf die Flüchtlingsfrage sagte Bernadotte,
Es ist ... unbestreitbar, dass keine Regelung gerecht und vollständig sein kann, wenn nicht das Recht des arabischen Flüchtlings auf Rückkehr in die Heimat anerkannt wird, aus der er durch die Gefahren und die Strategie des bewaffneten Konflikts zwischen Arabern und Juden in Palästina vertrieben worden ist. Die meisten dieser Flüchtlinge stammen aus Gebieten, die ... in den jüdischen Staat einbezogen werden sollten. Der Exodus der palästinensischen Araber ist das Ergebnis einer Panik, die durch Kämpfe in ihren Gemeinden, durch Gerüchte über tatsächliche oder angebliche Terrorakte oder durch Vertreibung ausgelöst wurde. Es wäre ein Verstoß gegen die Grundsätze der elementaren Gerechtigkeit, wenn diesen unschuldigen Opfern des Konflikts das Recht auf Rückkehr in ihre Heimat verweigert würde, während jüdische Einwanderer nach Palästina strömen, und in der Tat zumindest die Gefahr besteht, dass die arabischen Flüchtlinge, die seit Jahrhunderten in diesem Land verwurzelt sind, dauerhaft ersetzt werden.
Der zweite Vorschlag Bernadottes wurde in Absprache mit britischen und amerikanischen Abgesandten ausgearbeitet. Inwieweit sie den Vorschlag beeinflusst haben, ist kaum bekannt, da die Treffen streng geheim gehalten und alle Dokumente vernichtet wurden. Bernadotte fand aber offenbar, „dass die amerikanisch-britischen Vorschläge sehr mit seinen eigenen Ansichten übereinstimmten“, und die beiden Abgesandten äußerten die gleiche Meinung.
Die geheimen Treffen wurden im Oktober, nur neun Tage vor den Präsidentschaftswahlen in den USA, öffentlich gemacht, was dem amerikanischen Präsident Harry S. Truman große Peinlichkeit bedeutete. Truman reagierte mit einer stark pro-zionistischen Erklärung, die in den folgenden zwei Monaten zur Niederlage des Bernadotte-Plans in der UNO beitrug. Dazu trug auch das Scheitern des Waffenstillstands und die Fortsetzung der Kämpfe bei.